# George M. Heath
George M. Heath (Saint Louis, ) foi um cientista de que desenvolveu um sérum de tuberculose em 1913. Charles E. Finlay, um banqueiro novaiorquino e incorporador de imóveis ofereceu uma recompensa de uma milhão de dólares para uma cura para a tuberculose. Geoge M. Heath ofereceu sua pesquisa para Charles E. Finlay. 